# René Mercier
Pour les articles homonymes, voir Mercier.
Yves René Auguste Mercier dit René Mercier, né le 11 février 1896 à Paris 17e et mort le 28 février 1973 à Eaubonne, est un compositeur et chef d'orchestre français.

## Biographie
On connaît peu la vie de René Mercier. Compositeur de second plan, il est surtout connu comme chef d'orchestre. Il n'a jamais eu de très gros succès personnels, hormis quelques chansons : Elle s'était fait couper les cheveux, en référence à la Garçonne des années 1920. Son chant patriotique Verdun ! On ne passe pas, écrit en pleine bataille (1916) reste un de ses grands succès, dû aux circonstances.
Sa carrière de compositeur d'opérette est inégale. J'te veux est resté 260 jours à l'affiche. Son plus gros succès théâtral est Déshabillez-vous (168 représentations). L'année suivante, Bégonia réussit également, grâce à la présence de Dranem.
Il participe comme compositeur à quelques films des années 1930.
Après la Seconde Guerre mondiale, il est chef d'orchestre dans divers music-halls, notamment à l'ABC de 1948 à 1955. Aux Théâtre des Capucines, il compose avec Raoul Moretti la revue 1945. Il dirige les représentations de La Quincaillère de Chicago, de Louiguy, en  1948, et de La Route fleurie, de Francis Lopez, en 1953 (1 500 représentations).

## Œuvres principales
Musique de chanson
- 1916 : Verdun ! On ne passe pas, paroles d'Eugène Joullot et Jack Cazol
- 1925 : Elle s'était fait couper les cheveux, paroles de Vincent Telly, chanté par Alexandre Dréan
- 1931 : Adieu vieille Europe, paroles de Simon Deylon
- 1932 : Totor t'as tort

Musique de scène
- 1922 : Les Fifilles de Loth
- 1923 : Benjamin
- 1923 : J'te veux
- 1925 : Le Pêché capiteux
- 1928 : Déshabillez-vous !
- 1930 : Bégonia
- 1934 : Elles font toutes l'amour
- 1935 : La Reine de la Sierra
- 1936 : Un p'tit bout d'femme
- 1937 : Échalote et ses amants

Musique de films
- 1931 : Le Monsieur de minuit de Harry Lachman
- 1932 : Le Sergent X de Wladimir Strijewsky
- 1932 : Embrassez-moi de Léon Mathot (avec Vincent Scotto)
- 1934 : C'était un musicien de Maurice Gleize et Friedrich Zelnik
- 1936 : La Mariée du régiment de Maurice Cammage

## Distinctions
- Officier d'Académie (arrêté du ministre de l'Instruction publique et des Beaux-Arts du 13 mars 1932)[2].